# Готорн (Пенсільванія)
Готорн (англ. Hawthorn) — місто (англ. borough) в США, в окрузі Клеріон штату Пенсільванія. Населення — 477 осіб (2020).

## Географія
Готорн розташований за координатами 41°1′14″ пн. ш. 79°17′0″ зх. д. / 41.02056° пн. ш. 79.28333° зх. д. (41.020475, -79.283324).  За даними Бюро перепису населення США в 2010 році місто мало площу 2,81 км², з яких 2,65 км² — суходіл та 0,15 км² — водойми.

## Демографія
Згідно з переписом 2010 року, у селищі мешкали 494 особи в 185 домогосподарствах у складі 146 родин. Густота населення становила 176 осіб/км².  Було 204 помешкання (73/км²).
Расовий склад населення:
| - 99,8 % — білих |

До двох чи більше рас належало 0,2 %. Частка іспаномовних становила 0,0 % від усіх жителів.
За віковим діапазоном населення розподілялося таким чином: 25,1 % — особи молодші 18 років, 60,7 % — особи у віці 18—64 років, 14,2 % — особи у віці 65 років та старші. Медіана віку мешканця становила 36,9 року. На 100 осіб жіночої статі у селищі припадало 90,7 чоловіків;  на 100 жінок у віці від 18 років та старших — 91,7 чоловіків також старших 18 років.
Середній дохід на одне домашнє господарство  становив 46 386 доларів США (медіана — 40 089), а середній дохід на одну сім'ю — 51 818 доларів (медіана — 47 000). Медіана доходів становила 39 375 доларів для чоловіків та 27 500 доларів для жінок. За межею бідності перебувало 10,2 % осіб, у тому числі 10,2 % дітей у віці до 18 років та 6,7 % осіб у віці 65 років та старших.
Цивільне працевлаштоване населення становило 191 особа. Основні галузі зайнятості: освіта, охорона здоров'я та соціальна допомога — 30,9 %, виробництво — 16,8 %, роздрібна торгівля — 12,0 %, сільське господарство, лісництво, риболовля — 7,9 %.